# Telosma pallida
Telosma pallida là một loài thực vật có hoa trong họ La bố ma. Loài này được (Roxb.) Craib miêu tả khoa học đầu tiên năm 1911.

## Hình ảnh

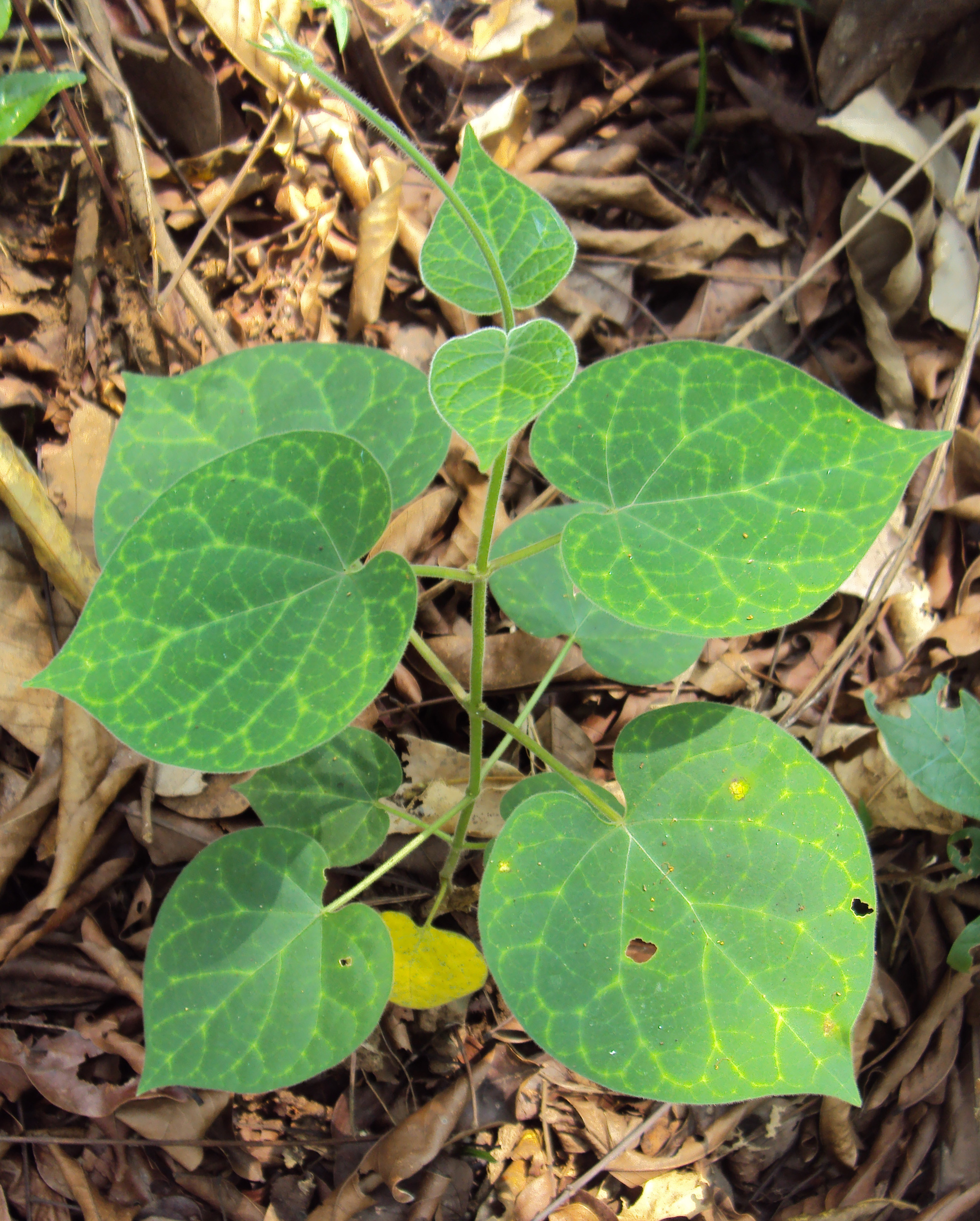